# Hayat Abdullayeva
Hayat Hamdulla gizi Abdullayeva (en azerí: Həyat Həmdulla qızı Abdullayeva; Derbent, 14 de octubre de 1912-Bakú, 21 de abril de 2006) fue una escultora de Azerbaiyán.

## Biografía

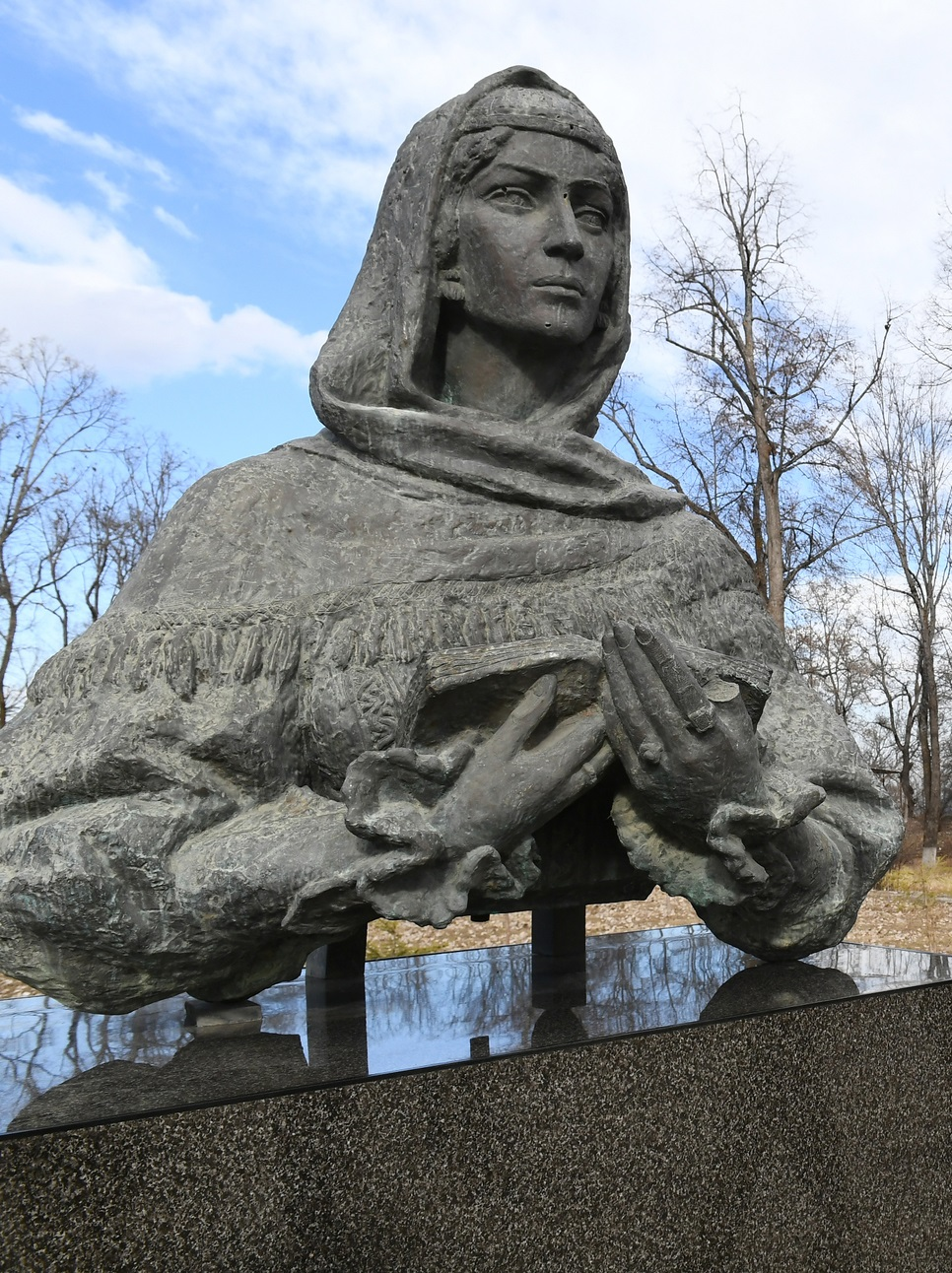
Busto de Khurshidbanu Natavan en Shusha

Hayat Abdullayeva nació el 14 de octubre de 1912 en Derbent. Ella fue hija del famoso comerciante de pescado Hamdulla Abdullayev. Después de la ejecución de su padre, fue exiliada con su madre a Kazajistán en 1930. 
En 1942 ingresó en el Instituto de Pintura, Escultura y Arquitectura en San Petersburgo.  Se convirtió en la primera mujer azerbaiyana en el campo de la escultura de caballete. Después de graduarse del instituto regresó a Bakú y enseñó en el Colegio de Pintura en nombre de Azim Azimzade.
A lo largo de los años de su actividad creativa Hayat Abdullayeva también creó una serie de obras importantes, incluida la escultura de Máximo Gorki, instalada en el frontón de la Biblioteca Nacional de Azerbaiyán, los bustos de Khurshidbanu Natavan y del poeta Molla Panah Vagif en la ciudad de Shusha. El busto de Natavan fue erigido en 1982 en los “Días de Poesía de Vagif”. 
En 1964 recibió el título “Artista de Honor”.
Hayat Abdullayeva falleció el 21 de abril de 2006 en Bakú.